# 刹奈
刹奈（せつな、1973年3月7日 - 2005年12月21日）は、日本の女性漫画家。

## 略歴
共に同人活動をしていた作家の友人の挿絵で、1996年にデビュー。当初は葛城刹那というペンネームで、『ジャニー』・『秘密少年』・『コラージュ』・『楽園天使』などに、やおい系、ボーイズラブの漫画を描いていた。
成人漫画家としては、編集者のすすめで、パチスロ系の雑誌（『パチスロBIG』など）に作品を発表。その後、『FANTASY COCKTAIL』、『COMICオレンジクラブ』で本格デビューし、表紙絵も担当する。さらに『COMIC Mate』、『comicキャンドール』、『ドキッ!Special』、『漫画ばんがいち』、『まぁるまん』などに作品を発表。
2004年には松尾スズキの監督映画『恋の門』の漫画指導を担当した。この映画がきっかけで、特殊メイクアーティストの原口智生と結婚する。
「愛っスよ、愛」がモットー。純愛をテーマにした作品が多数で、名実ともに『ファンタジィカクテル』誌の看板漫画家となりつつあった。「刹奈」というペンネームの由来も、「愛」を主題とした作家姿勢による「切ない」と、「刹那」をかけたもので、画数計算で、「那」を「奈」の字に変更したものとのこと。
初期（単行本『微熱』あたり迄）の絵柄にはBoys系の残滓が色濃く見られたものの、徐々に丸顔の、ぽっちゃりとした可憐なキャラクターを描くようになり、作風も美麗で華麗なものへと変貌していった。
2005年12月下旬に事故により急逝した。折りしも、結城稜の旧作『Distance』の合作によるリメイク企画が『comicキャンドール』誌で進行中で、『ドキッ!Special』誌連載中の読みきりシリーズ作品「ヒソカなお仕事」はあと数回で終了する、といった矢先の出来事でもあった。『漫画ばんがいち』誌上の読者コーナーのコラムでも、追悼の言葉が寄せられていた。

## 作品リスト

### 書籍
1. 『With love』 1999年5月発売、コミックインターナショナル〈キュン!コミックス〉、ISBN 4-7747-0158-0 ※「葛城刹那」名義
2. 『微熱』 1999年11月15日発行（1999年10月発売）、富士美出版〈富士見コミックス〉、ISBN 4-89421-348-6 ※「刹那」名義
  - RITES
  - 陰私…後述するように、のちに後日談「私心」が描かれた。
  - PHANTOM  NATION
  - manmot
  - 邪淫
  - すぺしゃるたいむ
  - Angel  Kiss
  - Moon  Light
  - とまどわずふり向かず
  - こんな晴れた日には
  - トゥルー・ラブ
3. 『限界LOVE』 2000年12月20日発行（2000年11月発売）、富士美出版〈富士見コミックス〉、ISBN 4-89421-401-6
  - （以下、8作品は連作で、登場人物が一部重なっている）
    - あいのことば
    - 愛のしるし （雑誌掲載時のタイトルは「ひとつになる時」）
    - オトナになる時
    - 僕の左手と彼女の右手
    - future  love
    - 鼓動
    - 手をつないで
    - 好きだから…

  - はじめての言葉
  - White breath
  - ラブラブワールド（書き下ろし、上記8連作の後日談）。
4. 『Lovely eyes』 2001年9月20日発行（2001年8月発売）、富士美出版〈富士見コミックス〉、ISBN 4-89421-436-9
  - 思い通りにならなくて
  - STEADY
  - コントロール＋C
  - home （「name」の誤植だったらしい、単行本のあとがきより）
  - まどろみの中で
  - 青い空 （幼少時の親の虐待によるトラウマがテーマ）
  - ひとつの思い
  - TIME
  - サクラ前線
5. 『あなたにラブコール』 2001年9月20日発行（2002年7月発売）、富士美出版〈富士見コミックス〉、ISBN 4-89421-482-2
  - Sweet  Lady
  - Torauma （幼少時の親の虐待によるトラウマがテーマ）
  - やくそく
  - ひとひらの雪
  - Aquatic LOVE #1 - #4
  - あなたにラブコール （Aquatic LOVEの番外篇）
  - しいたけこ と どくマンガ（書き下ろし）
6. 『ラブ・ポーション』 2002年2月28日発行、実業之日本社〈マンサンコミックス〉、ISBN 4-408-16638-3
  - 『コミックめんま』05～14（週刊漫画サンデー増刊2001年1月1日号～2002年1月19号）に隔月連載、作者の初の本格的連載長篇。
7. 『Sweet Living（スウィート♡リビング）［刹奈作品集］』 2002年5月18日発売[4]、竹書房〈バンブーコミックス DOKI SELECT〉、ISBN 4-8124-5653-3
  - Sweet  Living（スウィート♡リビング）
  - ふたりの時間
  - めぐり逢えたら
  - ロマンス
  - HIGH  PRESSURE
  - Be  Timely
  - 恋の迷路
  - OL純情系～あや～
  - 世紀末の夏
8. 『25時のおやつ』 2003年1月20日発行（2002年12月発売）、蒼竜社〈プラザCOMICS〉、ISBN 4-88386-172-4 ※成年マーク無し
  - Love  Game
  - RITES
  - 陰私
  - manmot
  - 邪淫
  - すぺしゃるたいむ
  - GIFT
  - 反抗期
  - とまどわずふり向かず
  - こんな晴れた日には
  - Angel  Kiss
  - 私心
    - 「陰私」の後日談（新作）

  - 樹海へようこそキノコTAKEOUT
    - しいたけこ と どくマンガの続篇
9. 『ラブロマンス』 2003年1月29日発行、実業之日本社〈マンサンコミックス〉、ISBN 4-408-16709-6
  - ラブロマンス
  - Heavenly  Blue
  - すべてをさらけだして
    - 聾唖をテーマにした作品[注 2]で、のちに結城稜氏がリメイクした[5]。

  - オータムフェスティバル
  - ナースNOお仕事
  - あまいといき（『コミックめんま』の担当が、この作品で作者の名前を知ったのだという、単行本カバー裏コメントより）
  - あなたのそばで
  - HEART  and  SOUL
  - 拘泥
  - 愛
  - ラブ・アフター（ラブ・ポーション番外篇）
10. 『ラブ・マニュアル』 2003年8月20日発行（2003年7月発売）、富士美出版〈富士見コミックス〉、ISBN 4-89421-535-7
  - エロマンティック
  - Boys☆Gals
  - ラブ・マニュアル
  - 性教育研修恋
  - 羇絆～KIHAN～
  - First Dream
  - 新緑の刻
  - ひよくのとり
11. 『Colorful Love（カラフルラブ）』 2003年10月29日発行、実業之日本社〈マンサンコミックス〉、ISBN 4-408-16769-X
  - Color:1 dandelion
  - Color:2 lilac
  - Color:3 poppy red
  - Color:4 lily white
  - Color:5 cherry blossom
  - Color:6 evergreen
12. 『恋愛好感』 2003年12月13日発行（2003年12月発売）、蒼竜社〈プラザCOMICS〉、ISBN 4-88386-212-7 ※成年マーク無し
  - White Breath
  - White Time
  - オトナになる時
  - 愛のしるし
  - 僕の左手と彼女の右手
  - 鼓動
  - 手をつないで
  - 好きだから…
  - Moon Light
  - トゥルー・ラブ
13. 『チューボーでCHU♡［刹奈作品集2］』 2004年6月17日発売[6]、竹書房〈バンブーコミックス DOKI SELECT〉、ISBN 4-8124-5970-2
  - チューボーでCHUよ♡
  - OL純情系～佳代～
  - I doll kiss
  - フライトシミュレーション
  - 恋のホスピタル
  - スプリング・ロール
  - ちんじゃおろうす
  - ひやしちゅうか
  - 杏仁とうふ
  - 恋人はサンタガール（書き下ろし）
14. 『LOVE?（ラブ・クエスチョン）』 2004年7月20日発行（2004年6月発売）、富士美出版〈富士見コミックス〉、ISBN 4-89421-575-6
  - LOVE?uestion 第1話
  - LOVE?uestion 第2話
  - LOVE?uestion 第3話
  - LOVE?uestion 第4話
  - LOVE?uestion 第5話
  - LOVE?uestion 第6話
  - LOVE?uestion 第7話
  - ファルセットをきかせて
15. 『ときめきをキミに』 2005年2月発売、蒼竜社〈プラザCOMICS〉、ISBN 4-88386-253-4 ※成年マーク無し
  - home
  - 思い通りにならなくて
  - まどろみの中で
  - STEADY
  - チャイナガール
  - スクランブル・ラブ
  - サクラ前線
  - TIME
  - 青い空
16. 『Lotus Love』 2005年3月29日発売、実業之日本社〈マンサンコミックス〉、ISBN 4-408-16905-6
  - 『comicキャンドール』2004年6月12日増刊号～2005年1月12日増刊号（通巻第7号～第12号）
  - いわゆるヴァンパイヤもの。人の生気を吸う一族姉妹と人間との愛の物語。
17. 『MOON LOVE』 2005年7月19日発行（2005年7月5日発売[7]）、コアマガジン〈ホットミルクコミックス202〉、ISBN 4-87734-842-5
  - 『漫画ばんがいち』・『コミックメガキューブ』収録作品を編集したもの。
  - 皆既月食
  - お月さまがみている
  - 望みの月
  - 立待月夜
  - 初夏の月
  - つきのひかりにてらされて
  - 遠く離れていても…
  - 閨の朧月
  - HAPPY RED MOON
  - Frosted  moon
  - 月海
  - ムーンライトフリッティング
18. 『もう、できません』 2005年10月5日発行、一水社〈いずみコミックス〉、ISBN 4-87076-612-4
  - 肉体玩具
  - 婦人警官ミサト
  - 輪姦電車
  - 研修医の学問
  - 妖術
  - 社会科見学
  - おおきくなあれ
  - やくそく
  - はじめての言葉
19. 『ヒソカなお仕事』（竹書房〈バンブーコミックス DOKI SELECT〉、全2巻、作者急逝のため、未完）
  - 『ドキッ！Special』2004年10月号から、断続して2005年12月号まで掲載。社史室長の間戸際  密（まどぎわ  ひそか）が、社史新聞編纂を口実としたOfficeカウンセリングにより、新人社員や同僚らの恋の悩みを解決してゆく連作。しかし、上記の事情により、物語の黒幕があきらかになる寸前で終わっている。

同時収録作品：Trauma、性教育研修
  1. 2005年6月16日発売[8]、ISBN 4-8124-6190-1
  2. 2007年2月17日発売[9]、ISBN 978-4-8124-6560-8
20. 『恋愛キネマ』 2006年1月28日発売、実業之日本社〈マンサンコミックス〉、ISBN 4-408-16974-9
  - 『comicキャンドール』2005年2月10日増刊号～11月12日増刊号（通巻第13号～第22号）
  - 翌年2月号には、「その後の物語」が発表される予定だった（『comicキャンドール』2005年11月12日増刊号〈通巻第22号〉の作者コメントより）。
21. 『星屑桜』 2006年10月発売、蒼竜社〈プラザCOMICS〉、ISBN 4-88386-312-3 ※成年マーク無し
  - シャイニングスター
  - 星屑桜
  - お星様がみている
  - 一番星はあなた
  - 69th STAR
    - 雑誌掲載最後の作品（『漫画ばんがいち』2005年12月号）

  - Aquatic Love #1
  - Aquatic Love #2
  - Aquatic Love #3
  - Aquatic Love #4
  - エロマンティック
22. 『恋のチカラ』 2006年12月30日発行（2006年11月発売）、蒼竜社〈プラザCOMICS〉、ISBN 4-88386-313-1 ※成年マーク無し
  - はっぴーさまーうえでぃんぐ
  - 恋のチカラ
  - 乙女の祈り
  - 魅惑
  - 触手～Fureru te～
    - 「手を触れる」という意味で、「しょくしゅ」ではない。

  - モノクローム
  - シンクロニシティ1
  - シンクロニシティ2
  - PHANTOM  NATION
  - 新緑の刻
  - エロ漫画家の読者時代

### 書籍未収録作品
- いきなりヘアピンカーブ（『ドキッ！Special』7月号）

### 合作
- 『One Love』 2006年7月29日発売、実業之日本社〈マンサンコミックス〉、ISBN 4-408-16982-X
「One Love」 結城稜との合作（原作：結城、アイデア協力：刹奈、結城・刹奈共同作画）。
「Distance」 結城稜との合作、リメイク作。前篇を作者が（絶筆となった）、後篇を結城が再リメイク。
  - ともに単行本『One Love』収録。
    - 結城によるリメイク版「すべてをさらけだして」[注 3]、刹奈原作、結城作画作品「よせてはかえし」を併録[10]。

### その他
- 『僕はイケない童貞ホスト』 - 表紙絵・挿絵 （2005年5月、二見書房〈マドンナメイト文庫〉、ISBN 4-576-05086-9）